# 梅欧尔特
梅欧尔特（法語：Méaulte，法語發音：[meolt]）是法国上法蘭西大區索姆省的一个市镇，属于佩罗讷区。

## 地理
梅欧尔特（49°58'54"N, 2°39'36"E）面积10.75 平方千米，位于法国上法蘭西大區索姆省，该省份为法国北部沿海省份，北起加来海峡省和北部省，西接滨海塞纳省和大西洋英吉利海峡，南至瓦兹省，东临埃纳省。
与梅欧尔特接壤的市镇（或旧市镇、城区）包括：阿爾貝、贝科尔代勒-贝库尔、索姆河畔布赖、代尔南库尔、弗里库尔、莫朗库尔、昂克尔河畔维尔、埃蒂南-梅里库尔。
梅欧尔特的时区为UTC+01:00、UTC+02:00（夏令时）。

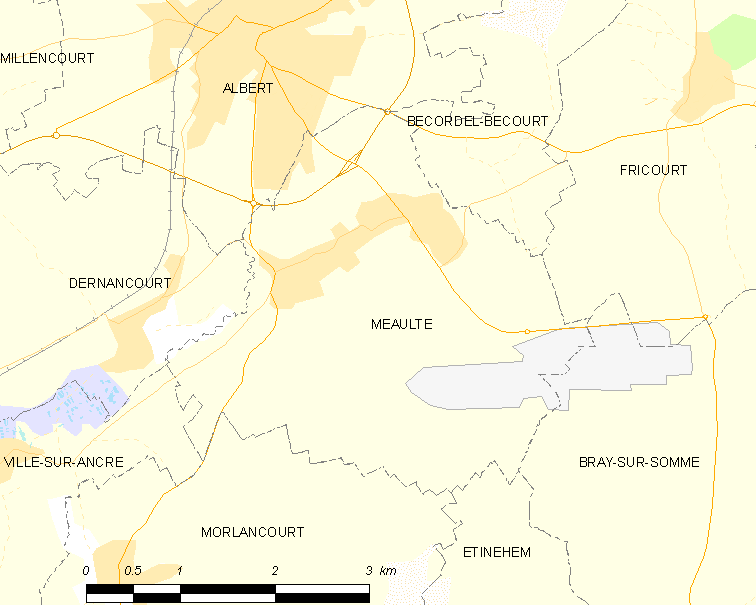
梅欧尔特的OSM定位图

## 行政
梅欧尔特的邮政编码为80300，INSEE市镇编码为80523。

## 政治
梅欧尔特所属的省级选区为阿尔贝县。

## 人口

1962-2008年间梅欧尔特人口变化图示

梅欧尔特于2022年1月1日时的人口数量为1276人。